# Thomas Ceccon
Thomas Ceccon (Thiene, 2001. január 27. –) olimpiai bajnok, illetve ifjúsági olimpiai bajnok olasz úszó.

## Élete
A 2016-os hódmezővásárhelyi junior úszó-Európa-bajnokságon elért legjobb eredménye egy 20. hely volt 100 méter háton, majd egy évvel később a Netánjában rendezett junior Európa-bajnokságon aranyérmes lett a 4 × 100 méteres vegyes váltóval (Burdisso, Martinenghi, Nardini), és szintén első lett a vegyes 4 × 100-as vegyes váltó tagjaként is. 2017-ben a győri európai ifjúsági olimpiai fesztivált (EYOF) jelentős sikerrel könyvelhette el, hiszen a dobogó legfelső fokára állhatott fel a 200 méteres vegyesúszás döntőjében, ezüstérmes lett a 4 × 100-as gyorsváltóval és a vegyes 4 × 100-as gyorsváltóval, ugyanakkor a harmadikként végzett 100 méter gyorson és a 4 × 100 méteres vegyes váltó tagjaként. Még ugyanezen a nyáron Indianapolisban – a junior úszó-világbajnokságon –, a 4 × 100-as vegyes váltóval (Martinenghi, Burdisso, Nardini) begyűjtött még egy bronzérmet.
A 2018-as junior Eb-nek otthont adó finn fővárosban, Helsinkiben a második helyen végzett a 4 × 100 méteres gyorsváltóval, míg a férfi 4 × 100 méteres vegyes váltóval bronzérmes lett. Glasgowban, a 2018-as úszó-Európa-bajnokságon a felnőttek mezőnyében – a maga 17 évével – egy ötödik helyet sikerült összehoznia 100 méter háton.
2018 októberében, a Buenos Airesben rendezett nyári ifjúsági olimpián az 50 méteres gyorsúszás fináléját aranyéremmel zárta, ezüstérmes lett 50 méter háton és 200 méter vegyesen, míg a 100 méteres hátúszás fináléjában bronzérmes lett, csakúgy mint a 4 × 100-as gyorsváltóval (Burdisso, Calloni, De Tullio).
2019 augusztusában, a Duna Arénában zajló budapesti junior úszó-világbajnokságon, új junior világbajnoki csúccsal végzett az első helyen 100 méter háton, és aranyérmes lett 50 méter pillén is. Az 50 méter hát fináléjában bronzérmes lett, csakúgy mint a 4 × 100-as gyorsváltóval és a vegyes 4 × 100-as gyorsváltóval. Az év végén, a skóciai Glasgow-ban rendezett rövid pályás úszó-Európa-bajnokságon bronzérmes lett a férfi 4 × 50 méteres gyorsváltóval – bár csak a selejtezőben állt rajthoz –, de 100 m vegyesen 4. lett, ugyanakkor a vegyes 4 × 50 méteres vegyes váltóval a 10. helyen zárt. 50 méter pillén a 11., míg 200 méter vegyesen a 12. helyet sikerült megszereznie.
A 2021-re halasztott tokiói olimpián hátúszásban negyedik helyen ért célba, két váltó számban pedig érmet szerzett: 4 × 100 méteres gyorsúszásban ezüstérmes, 4 × 100 méteres vegyesúszásban pedig bronzérmes lett.